# Milà-Sanremo 1955
La Milà-Sanremo 1954 fou la 45a edició de la Milà-Sanremo. La cursa es disputà el 19 de març de 1954 i va ser guanyada pel belga Germain Derijcke, que s'imposà a l'esprint al seu company d'escapada, Bernard Gauthier.
167 ciclistes hi van prendre part, acabant la cursa 104 d'ells.

## Classificació final
|    | Ciclista            | Equip | Temps      |
| -- | ------------------- | ----- | ---------- |
| 1  | Germain Derijcke    | -     | 7h 03' 46" |
| 2  | Bernard Gauthier    | -     | m. t.      |
| 3  | Jean Bobet          | -     | + 03"      |
| 4  | Mauro Gianneschi    | -     | m. t.      |
| 5  | Fiorenzo Magni      | -     | + 26"      |
| 6  | Rik van Steenbergen | -     | m. t.      |
| 7  | Giorgio Albani      | -     | m. t.      |
| 8  | Gilbert Bauvin      | -     | m. t.      |
| 9  | Raphaël Géminiani   | -     | m. t.      |
| 10 | Bruno Monti         | -     | m. t.      |